# فرورفتگی تووا
فرورفتگی تووا (روسی: Тувинская котловина، آوانگاری Tuvinskaya kotlovina) یک پهنه و فرورفتگی در استان تووای کشور روسیه است.